# یواس‌اس هسپریا (ای‌کی‌اس-۱۳)
یواس‌اس هسپریا (ای‌کی‌اس-۱۳) (به انگلیسی: USS Hesperia (AKS-13)) یک کشتی بود که طول آن ۴۴۱ فوت ۷ اینچ (۱۳۴٫۵۹ متر) بود. این کشتی در سال ۱۹۴۴ ساخته شد.